# Loratadin
Loratadin là một thuốc kháng histamin H1 thế hệ 2  được sử dụng để điều trị dị ứng.
Loratadin được phát hiện vào năm 1981 và được đưa vào thị trường vào năm 1993. Nó nằm trong danh sách các dược phẩm thiết yếu của Tổ chức Y tế thế giới, một danh sách các loại thuốc quan trọng nhất cần thiết trong một hệ thống y tế cơ bản. Nó là một thuốc gốc và được quảng cáo trên thị trường là nó không làm cho buồn ngủ. Có một phiên bản kết hợp với pseudoephedrin, một loại thuốc thông mũi; được biết đến như pseudoephedrine / loratadin.

## Chống chỉ định
Bệnh nhân rối loạn gan nặng có thể cần phải dùng liều thấp hơn. Người cao tuổi hoặc bệnh nhân thận không cần phải dùng liều thấp.
Loratadine có thể được dùng bởi người mẹ cho con bú. Ở Mỹ, nó được xếp vào hạng B trong thời kỳ mang thai, có nghĩa là các nghiên cứu trên động vật đã không cho thấy nguy cơ đối với thai nhi, và chưa có tiến hành nghiên cứu đầy đủ và có kiểm soát ở phụ nữ mang thai.